# Japón en los Juegos Paralímpicos de Sochi 2014
Japón estuvo representado en los Juegos Paralímpicos de Sochi 2014 por veinte deportistas, catorce hombres y seis mujeres.

## Medallistas
El equipo paralímpico japonés obtuvo las siguientes medallas:
| Nombre         | Deporte      | Evento                         |
| -------------- | ------------ | ------------------------------ |
| Oro            |              |                                |
| Akira Kano     | Esquí alpino | Descenso sentado masculino     |
| Akira Kano     | Esquí alpino | Supergigante sentado masculino |
| Takeshi Suzuki | Esquí alpino | Eslalon sentado masculino      |
| Plata          |              |                                |
| Taiki Morii    | Esquí alpino | Supergigante sentado masculino |
| Bronce         |              |                                |
| Kozo Kubo      | Biatlón      | 7,5 km sentado masculino       |
| Takeshi Suzuki | Esquí alpino | Descenso sentado masculino     |